# U-615
U-615 – niemiecki okręt podwodny typu VIIC z okresu II wojny światowej. Wyporność U-Boota wynosiła 769 ton w położeniu nawodnym i 871 ton pod wodą, a jego główną bronią było 14 torped o kalibrze 533 mm, wystrzeliwanych z pięciu wewnętrznych wyrzutni. Jednostka rozwijała na powierzchni maksymalną prędkość 17,6 węzła, jej zasięg przy prędkości 10 węzłów wynosił 8500 Mm.
Okręt został zwodowany 8 lutego 1942 roku w stoczni Blohm & Voss w Hamburgu, a 26 marca 1942 roku wcielono go do służby w Kriegsmarine. Pływając w składzie 3. Flotylli U-Bootów, U-615 odbył cztery patrole bojowe, podczas których zatopił cztery statki o łącznej pojemności 27 231 BRT. 7 sierpnia 1943 roku na północny zachód od Grenady U-615 został zatopiony bombami głębinowymi przez amerykańskie samoloty Martin PBM Mariner i Lockheed Ventura.

## Projekt i budowa
Jednostki typu VIIC były kolejnym ewolucyjnym ulepszeniem najliczniej budowanych w Niemczech okrętów typu VII. Poprzednik – typ VIIB – miał zbyt mały zasięg i za mało miejsca pod pokładem, by można było zainstalować sonar. Opracowany w 1938 roku projekt nowego okrętu różnił się od poprzedniej wersji m.in. zwiększoną grubością blach kadłuba sztywnego (z 16 do 18,5 mm, co zwiększyło maksymalną głębokość zanurzenia z 200 metrów do 250–280 metrów), przedłużeniem kadłuba o 60 cm i kiosku o 30 cm oraz powiększeniem zbiorników paliwa o 5,4 m³, co poprawiło zasięg. Powiększone rozmiary pozwoliły na instalację aktywnego sonaru S-Gerät, który uzupełniał pasywny Gruppenhorchgerät (GHG). Do zakończenia wojny do służby weszło 568 okrętów typu VIIC .
U-615 zamówiono 15 sierpnia 1940 roku . Został zbudowany w stoczni Blohm & Voss w Hamburgu jako jeden z 171 okrętów typu VIIC zamówionych w tej wytwórni . U-615 otrzymał numer stoczniowy 115 (Werk 115) . Stępkę okrętu położono 20 maja 1941 roku, a zwodowany został 8 lutego 1942 roku .

## Dane taktyczno-techniczne

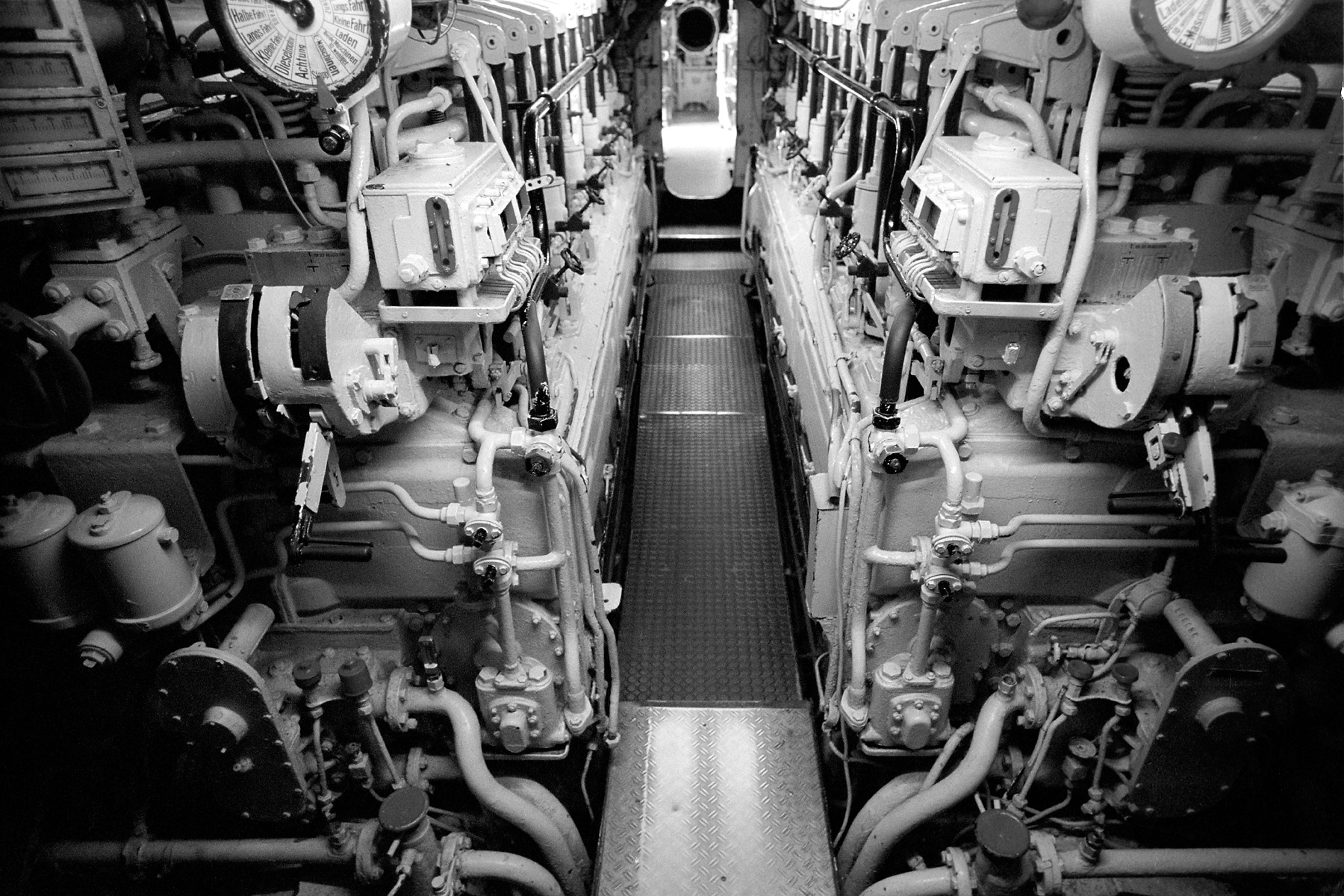
Wnętrze przedziału silników wysokoprężnych

U-615 był średniej wielkości okrętem podwodnym o konstrukcji dwukadłubowej. Długość całkowita wynosiła 67,1 metra, szerokość 6,2 metra i zanurzenie 4,74 metra . Wysokość (od stępki do szczytu kiosku) wynosiła 9,6 metra . Wykonany ze stali pancernej CM 351 o grubości 18,5 mm kadłub sztywny miał 50,5 metra długości i 4,7 metra szerokości. Podzielony był grodziami na sześć przedziałów wodoszczelnych: (od dziobu): I – przedział torpedowy ze sterami głębokości oraz GHG, II – przedział akumulatorów wraz z pomieszczeniami załogi, magazynem amunicji i toaletą, III – centrala z pomieszczeniem wielofunkcyjnym (mieszczącym drugą baterię akumulatorów, pomieszczenia załogi i kambuz), IV – przedział silników spalinowych, V – przedział silników elektrycznych, VI – rufowy przedział torpedowy ze sterami kierunku i głębokości. Kadłub ciśnieniowy otoczony był kadłubem lekkim wykonanym z blach o grubości 4–8 mm. Wyporność w położeniu nawodnym wynosiła 769 ton, a w zanurzeniu 871 ton.
Okręt napędzany był na powierzchni przez dwa 6-cylindrowe, czterosuwowe silniki wysokoprężne Krupp-Germaniawerft F46 z doładowaniem o łącznej mocy 3200 KM przy 470-490 obr./min, a pod wodą poruszał się dzięki dwóm silnikom elektrycznym prądu stałego BBC GG UB720/8 o łącznej mocy 750 KM przy 295 obr./min . Dwa wały napędowe obracały dwie śruby, zapewniając maksymalną prędkość 17–17,6 węzła na powierzchni i 7,6 węzła w zanurzeniu . Zasięg wynosił 8500 Mm przy prędkości 10 węzłów w położeniu nawodnym (3250 Mm przy prędkości maksymalnej) oraz 80 Mm przy prędkości 4 węzłów pod wodą (130 Mm przy 2 węzłach). Zbiorniki mieściły 113,47 tony paliwa, a energia elektryczna magazynowana była w dwóch bateriach akumulatorów AFA 33 MAL 800 E po 62 ogniwa o łącznej pojemności 9160 Ah, masie 62 tony i czasie rozładowania 20 godzin. Dopuszczalna głębokość zanurzenia okrętu wynosiła 100 metrów, a głębokość zgniecenia 250–280 metrów .
Okręt wyposażony był w pięć wyrzutni torped kalibru 533 mm (cztery na dziobie i jedną rufową), z łącznym zapasem 14 torped (wymiennie okręt mógł przenosić 26 min typu TMA lub 39 min typu TMB). Uzbrojenie artyleryjskie stanowiło umieszczone przed kioskiem działo pokładowe kalibru 88 mm SK C/35 L/45, z zapasem amunicji wynoszącym 220–250 naboi oraz pojedyncze działko przeciwlotnicze kalibru 20 mm C/38 L/65 . Jednostka wyposażona też była w pasywny sonar GHG i aktywny S-Gerät, a do obserwacji służyły dwa peryskopy Zeissa: bojowy i nocny .
Załoga okrętu składała się z czterech oficerów oraz 40 podoficerów i marynarzy.

## Służba
U-615 został wcielony do służby w Kriegsmarine 26 marca 1942 roku . Dowództwo okrętu objął por. mar. (niem. Oberleutnant zur See) Ralph Kapitzky . U-Boot otrzymał numer poczty polowej M 45 089. 1 czerwca 1942 roku dowódca U-615 Ralph Kapitzky otrzymał awans na stopień kpt. mar. (niem. Kapitänleutnant) . Do 31 sierpnia 1942 roku załoga jednostki przechodziła szkolenie w składzie 8. Flotylli U-Bootów, operując z Gdańska .

### Pierwszy rejs bojowy
1 września 1942 roku okręt został przyporządkowany do 3. Flotylli U-Bootów w La Pallice . 5 września U-615 wyszedł z Kilonii, udając się na swój pierwszy wojenny patrol . W dniach 12–22 września wchodził w skład wilczego stada „Pfeil”, a następnie „Blitz” (od 22 do 26 września) i „Tiger” (26–30 września)  . Między 5 a 19 października U-Boot operował w ramach stada „Wotan”  . 11 października o godzinie 19:59 w odległości około 400 Mm na północny wschód od przylądka Cape Race U-615 wystrzelił dwie torpedy w kierunku marudera z konwoju ONS-136, którym był zbudowany w 1920 roku panamski parowiec „El Lago” o pojemności 4221 BRT, płynący pod balastem z Reykjavíku do Nowego Jorku . Trafiony obiema torpedami statek przełamał się na pół i zatonął na pozycji 51°03′N 46°15′W/51,050000 -46,250000, a z jego załogi składającej się z 59 osób do niewoli zostali wzięci kapitan i starszy mechanik; pozostali zginęli . 15 października okręt podwodny na pozycji 53°58′N 33°43′W/53,966667 -33,716667 stał się celem ataku przeprowadzonego przez samolot bombowy Consolidated B-24 Liberator z brytyjskiej 120. Eskadry RAF, jednak uniknął uszkodzeń . Wieczorem 23 października w odległości około 570 Mm na północ od Azorów U-615 napotkał płynący samotnie zbudowany w 1935 roku brytyjski motorowiec „Empire Star” o pojemności 12 656 BRT, przewożący ładunek o łącznej masie 10 555 ton (na który składało się m.in. 2000 worków z pocztą, samoloty i amunicja) na trasie Birkenhead – Kapsztad – East London . U-Boot wystrzelił w jego kierunku cztery torpedy, uzyskując jedno trafienie o godzinie 18:52 . Ocalała załoga opuściła statek w trzech łodziach ratunkowych, jednak ten nie tonął i o 19:15 okręt wystrzelił kolejną torpedę z wyrzutni rufowej, która okazała się niecelna; po przeładowaniu wyrzutni dowódca U-615 rozkazał wystrzelić szóstą, która trafiła „Empire Star” o godzinie 20:24, i siódmą, która ostatecznie spowodowała zatonięcie statku w ciągu pięciu minut od momentu eksplozji o 21:16 na pozycji 48°14′N 26°22′W/48,233333 -26,366667 . Dwie z trzech łodzi ratunkowych zostały odnalezione 25 i 26 października przez brytyjski slup HMS „Black Swan” (L57), który podjął łącznie 61 rozbitków (zginęło 42 członków załogi motorowca) .
Okręt przypłynął do bazy w La Pallice 30 października, po 56 dniach spędzonych w morzu  .

### Drugi rejs bojowy
25 listopada 1942 roku U-615 wyszedł z La Pallice na swój drugi atlantycki patrol  . Między 1 a 11 grudnia U-Boot wchodził w skład wilczego stada „Draufgänger”, po czym w dniach 11–30 grudnia operował w stadzie „Ungestüm”  . W nocy z 28 na 29 grudnia U-615 wystrzelił pięć niecelnych torped w kierunku płynącego w konwoju ONS-154 brytyjskiego statku z katapultą lotniczą (CAM) „Fidelity”. 9 stycznia 1943 roku okręt podwodny powrócił do bazy w La Pallice, po 46 dniach spędzonych w morzu  .

### Trzeci rejs bojowy
Trzeci atlantycki patrol załogi U-Boota rozpoczął się 18 lutego 1943 roku, kiedy to okręt wyszedł z La Pallice  . Od 25 lutego do 5 marca U-615 został przydzielony do wilczego stada „Burggraf”, między 7 a 20 marca operował w stadzie „Raubgraf”, a w dniach 24–30 marca wchodził w skład stada „Seewolf”  . Następnie, od 7 do 13 kwietnia okręt przyporządkowany był do stada „Adler”  . 10 kwietnia o godzinie 10:30 U-615 wystrzelił salwę czterech torped w kierunku płynącego samotnie marudera z HX-232, zbudowanego w lutym 1943 roku nowego amerykańskiego frachtowca typu Liberty „Edward B. Dudley” o pojemności 7177 BRT, przewożącego 4000 ton amunicji, żywności i bawełny z Nowego Jorku do Wielkiej Brytanii . Statek trafiła tylko jedna z nich, ale okazała się niewypałem, więc U-Boot podążał nadal za zygzakującą jednostką; następnego dnia o godzinie 4:46 okręt wystrzelił dwie kolejne torpedy, które trafiły w śródokręcie statku i spowodowały jego zastopowanie . „Edward B. Dudley” jednak nie tonął, więc o 5:06 z odległości 1000 metrów odpalono jeszcze jedną torpedę, która po trafieniu w część rufową spowodowała pożar, lecz statek nadal zachowywał pływalność; 10 minut później U-615 wystrzelił więc następną, która wywołała eksplozję przewożonej przez frachtowiec amunicji i zatonięcie jednostki na przybliżonej pozycji 53°N 39°W/53,000000 -39,000000 . Spadające szczątki statku spowodowały nieznaczne uszkodzenie kiosku i ciężko zraniły kapitana U-Boota, w wyniku czego musiał on przerwać patrol i wracać do bazy . Nigdy nie odnaleziono łodzi ratunkowych z amerykańskiego statku, na którym zginęło 69 członków załogi .
20 kwietnia po 62 dniach spędzonych w morzu okręt dotarł do La Pallice  .

### Czwarty rejs bojowy i utrata okrętu

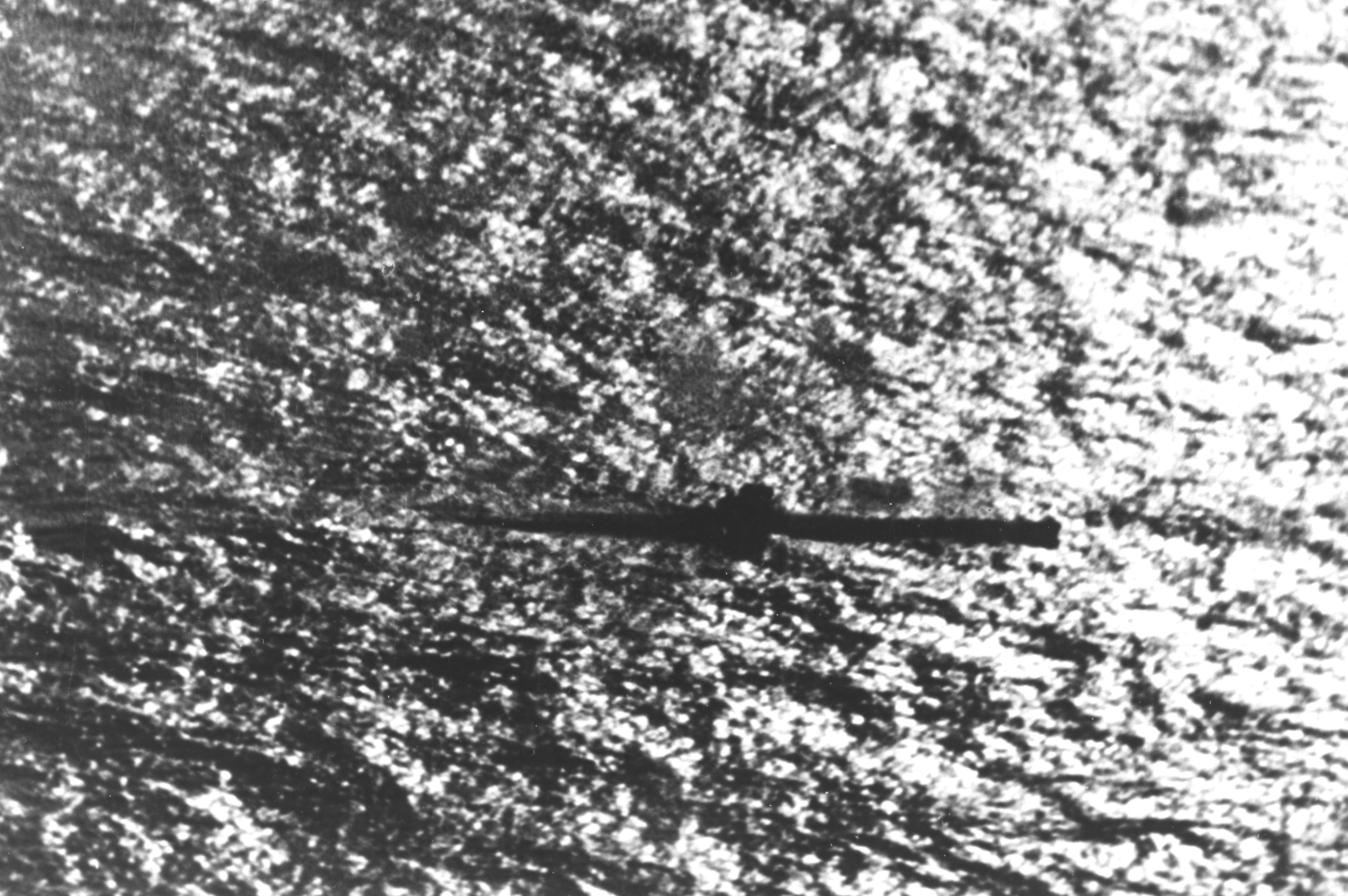
U-615 w marszu na powierzchni, 6 sierpnia 1943 roku

12 czerwca 1943 roku U-Boot wyszedł z La Pallice na swój czwarty atlantycki patrol  . Wyposażony był w tajne urządzenie do wykrywania jednostek pływających – teleskop noktowizyjny (niem. Nachtfernrohr). Dwa dni później podczas rejsu na powierzchni przez Zatokę Biskajską w towarzystwie U-257 i U-600, U-615 został ostrzelany przez samolot bombowy Vickers Wellington z brytyjskiej 547. Eskadry RAF (pilot P/O J.W. Hermiston), w wyniku czego na pokładzie zginął jeden z artylerzystów, bosmanmat Heinz Wilke . 28 czerwca U-Boot pobrał paliwo z zaopatrzeniowego okrętu podwodnego (mlecznej krowy) U-488.
28 lipca o godzinie 2:00 w odległości około 10 Mm na południe od Curaçao okręt wystrzelił dwie torpedy w kierunku płynącego samotnie, zbudowanego w 1938 roku holenderskiego parowego zbiornikowca „Rosalia” o pojemności 3177 BRT, przewożącego ropę naftową z Maracaibo na Curaçao . Trafiony statek zapalił się i przełamał, po czym zatonął o 4:25 na pozycji 12°07′N 69°13′W/12,116667 -69,216667 . 13 rozbitków z liczącej 36 osób załogi zbiornikowca zostało uratowanych przez holenderski ścigacz okrętów podwodnych Hr.Ms. H-8 i łódź ratowniczą MBR-50 . Następnego dnia okręt stał się celem ataku amerykańskiego samolotu bombowego Douglas B-18 Bolo; w kolejnych dniach U-Boot musiał odpierać kolejne ataki lotnicze, a 6 sierpnia jego artylerzystom udało się zestrzelić jednego z napastników, amerykańską łódź latającą Martin PBM Mariner P-4 z eskadry VP-205 .
7 sierpnia 1943 roku na północny zachód od Grenady U-615 został zaatakowany bombami głębinowymi przez amerykańskie samoloty: pięć Martin PBM Mariner (o numerach P-6 i P-8 z eskadry VP-204 oraz P-2, P-4 i P-11 z eskadry VP-205) i jeden Lockheed Ventura B-5 z eskadry VB-130, które wykonały łącznie 12 nalotów . U-Boot został zatopiony na pozycji 12°38′N 64°15′W/12,633333 -64,250000 po patrolu trwającym 57 dni  . Z liczącej w tym rejsie 47 osób załogi zginęło czterech ludzi, w tym dowódca Ralph Kapitzky, a pozostałych 43 zostało uratowanych i wziętych do niewoli przez amerykański niszczyciel USS „Walker” (DD-517) .

### Podsumowanie działalności bojowej
U-615 odbył cztery patrole bojowe, spędzając w morzu 221 dni . W ich trakcie zatopił cztery statki o łącznej pojemności 27 231 BRT, na pokładach których zginęło 191 osób . Pełne zestawienie strat przedstawia poniższa tabela :
| Data                 | Nazwa              | Państwo           | Tonaż      | Los jednostki |
| -------------------- | ------------------ | ----------------- | ---------- | ------------- |
| 11 października 1942 | „El Lago”          | Panama            | 4221       | zatopiony     |
| 23 października 1942 | „Empire Star”      | Wielka Brytania   | 12 656     | zatopiony     |
| 11 kwietnia 1943     | „Edward B. Dudley” | Stany Zjednoczone | 7177       | zatopiony     |
| 28 lipca 1943        | „Rosalia”          | Holandia          | 3177       | zatopiony     |
| RAZEM                | RAZEM              | zatopione:        | zatopione: | 4             |